# Parafia Świętej Trójcy w Sidrze
Parafia pw. Świętej Trójcy w Sidrze – rzymskokatolicka parafia należąca do dekanatu Dąbrowa Białostocka, archidiecezji białostockiej, metropolii białostockiej. 

## Zasięg parafii
Do parafii należą wierni z następujących miejscowości: Sidra, Bierniki, Bierwicha, Jurasze, Makowlany, Mościcha, Siekierka, Słomianka, Staworowo, Śniczany.

## Historia parafii
Parafia została utworzona w 1704 roku. Obecna świątynia parafialna pochodzi z lat 1781–1783.

## Kościół parafialny
Kościół parafialny pw. świętej Trójcy jest murowany, został wybudowany w latach 1781–1783 staraniem ówczesnego właściciela Sidry Ignacego Potockiego.